# Famille Coppola
Pour les articles homonymes, voir Coppola.
Cette page explique l’histoire ou répertorie les différents membres de la famille Coppola.
La famille Coppola est une famille américaine d'origine italienne dont plusieurs membres doivent leur célébrité soit au monde de la musique, soit au monde du cinéma.

## Filiation

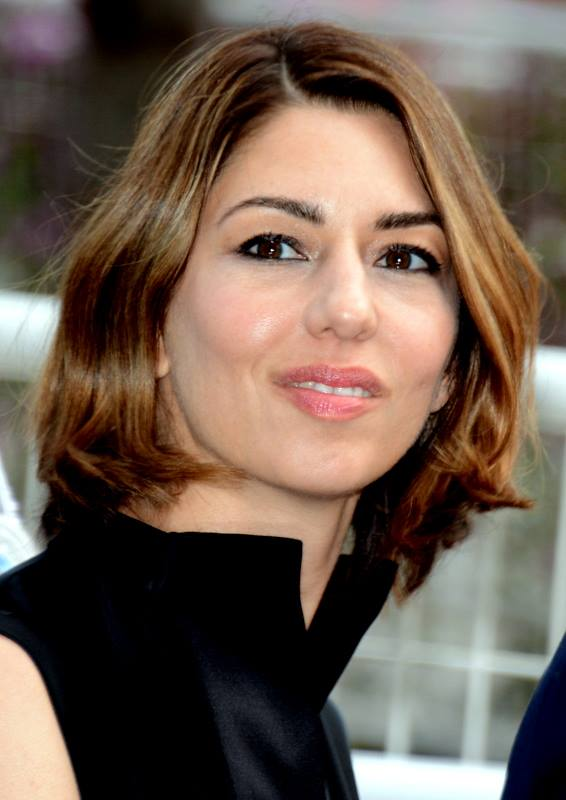
Sofia Coppola (1971)
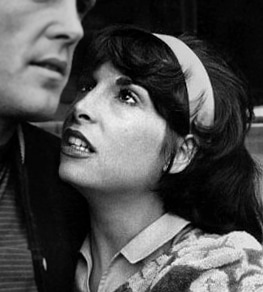
Talia Shire (1946)
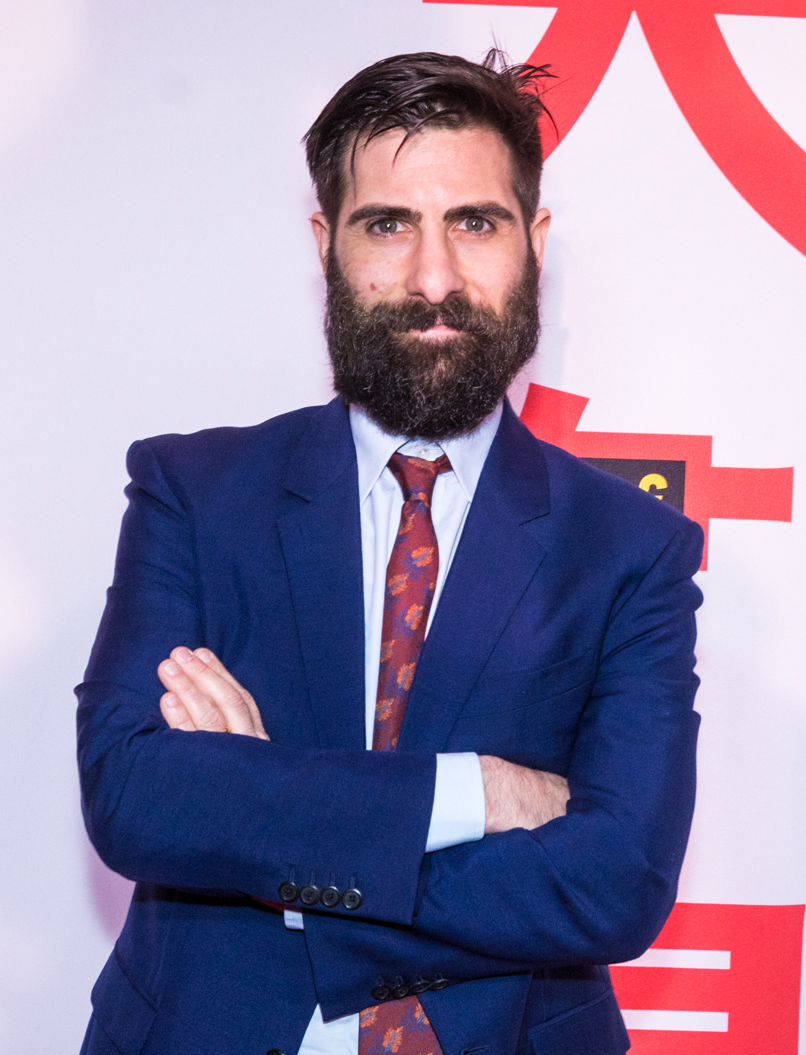
Jason Schwartzman (1980)
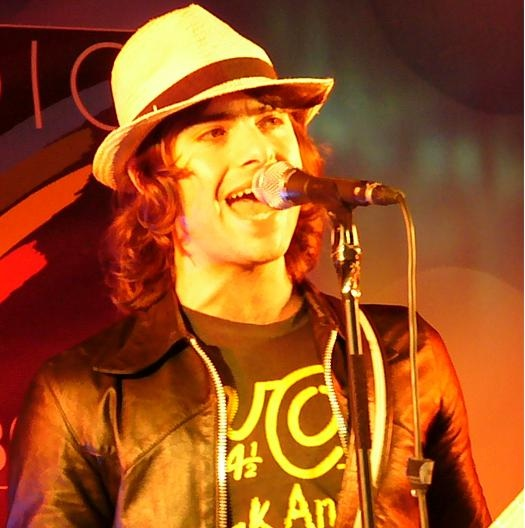
Robert Carmine (1982)
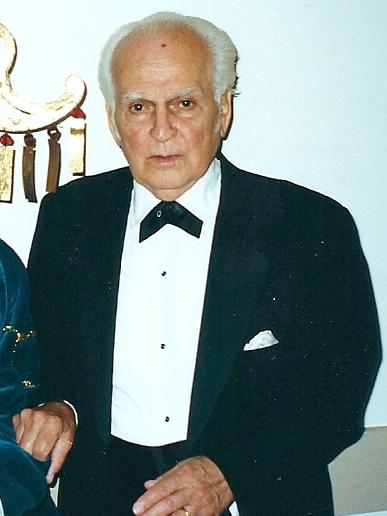
Anton Coppola (1917-2020)

- Agostino Coppola épouse Marie Zasa.
  - Carmine Valentino Coppola (11/06/1910 à New York – 26/04/1991 à Los Angeles), parolier, compositeur. Il épouse Italia Pennino (12/12/1912 à New York – 21/01/2004 à Los Angeles).
    - August Floyd Coppola (16/02/1934 à Hartford – 26/10/2009 à Los Angeles), éducateur, auteur, directeur de cinéma. Il épouse (1960-1976) Joy A. Vogelsang, danseuse puis (16/04/1981-1986) Marie Thenevin, et en troisièmes noces (1996) Martine Chevallier.
      - (1) Marc Coppola (1958), acteur, disc jockey. Il épouse Elizabeth Steon Brindak.
        - Natasha Shalom Coppola
        - Cayley Coppola (2003)

      - (1) Christopher R. Coppola (25/01/1962 à Los Angeles), réalisateur, producteur, scénariste, acteur. Il épouse Adrienne Stout.
        - Bailey Coppola (1997)
        - Dexter Coppola (2009)

      - (1) Nicolas Kim Coppola, dit « Nicolas Cage » (07/01/1964 à Long Beach), acteur, réalisateur, producteur. Il a une relation avec Christina Fulton (26/06/1967 à Boise), actrice, épouse (avril 1995-18/05/2001) Patricia Tiffany Arquette (08/04/1968 à Chicago), actrice, scénariste, productrice, entrepreneuse, réalisatrice, en secondes noces (12/08/2002-16/05/2004) Lisa Marie Presley (01/02/1968 à Memphis), chanteuse puis en troisièmes noces (30/07/2004 – juin 2016) Alice Kim (1984), serveuse de restaurant coréen.
        - (1) Weston Coppola (1990), chanteur épouse Danielle.
          - Lucian Augustus Coppola (01/07/2014).

        - (4) Kal-el Coppola (03/10/2005).

    - Francis Ford Coppola (07/04/1939 à Détroit), réalisateur, producteur, scénariste. Il épouse (03/02/1963) Eleanor Jessie Neil (04/05/1936 à Los Angeles - 12/04/2024 à Rutherford), réalisatrice de documentaires, artiste, écrivain.
      - Gian-Carlo Coppola (17/09/1963 à Los Angeles – 26/05/1986 à Annapolis), producteur de cinéma, acteur. Il épouse Jacqui de La Fontaine.
        - « Gia » Gian-Carla Coppola (01/01/1987 à Los Angeles), réalisatrice, scénariste, actrice.

      - Roman François Coppola (22/04/1965 à Neuilly-sur-Seine), acteur, réalisateur, producteur, scénariste.
      - Sofia Carmina Coppola (14/05/1971 à New York), actrice, scénariste, réalisatrice, productrice. Elle épouse (26/06/1999-09/12/2003) Adam Spiegel, dit « Spike Jonze » (22/10/1969 à Rockville), réalisateur, scénariste, producteur, photographe, musicien, acteur puis (27/08/2011) Thomas Pablo Croquet, dit « Thomas Mars » (21/11/1976 à Versailles), chanteur du groupe Phoenix.
        - (2) Romy Croquet (28/11/2006).
        - (2) Cosima Croquet (mai 2010).

    - Talia Rose Coppola, dite « Talia Shire » (25/04/1946 à Lake Success), actrice, productrice de cinéma, réalisatrice. Elle épouse (29/03/1970-1978) David Lee Shire (03/07/1937 à Buffalo), compositeur puis (23/08/1980) « Jack » Jacob Schwartzman (22/07/1932 à New York – 15/06/1994 à Los Angeles), producteur.
      - (1) Matthew Orlando Shire (1975).
      - (1) Jason Francesco Schwartzman (26/06/1980 à Los Angeles), acteur, musicien, chanteur du groupe Coconut Records, batteur du groupe Phantom Planet. Il épouse (11/07/2009) Brady Cunningham, directrice artistique.
        - Marlowe Rivers Schwartzman (décembre 2010).
        - Una Schwartzman (juin 2014).

      - (2) Robert Coppola Schwartzman, dit « Robert Carmine » (24/12/1982 à Los Angeles), musicien, chanteur du groupe Rooney, acteur, réalisateur. Il épouse (09/09/2017) Zoey Grossman.

  - « Anton » Antonio Francesco Coppola (21/03/1917 à Brooklyn – 09/03/2020 à New York), chef d'orchestre, compositeur. Il épouse (1943-????) Marion Jane Miller (1919-2008), danseuse de ballet puis (1950) Almerinda Drago, danseuse de ballet.
    - (1) Susan Marion Coppola (1943-2008)
    - (2) Lucia Coppola
    - (2) Bruno Coppola

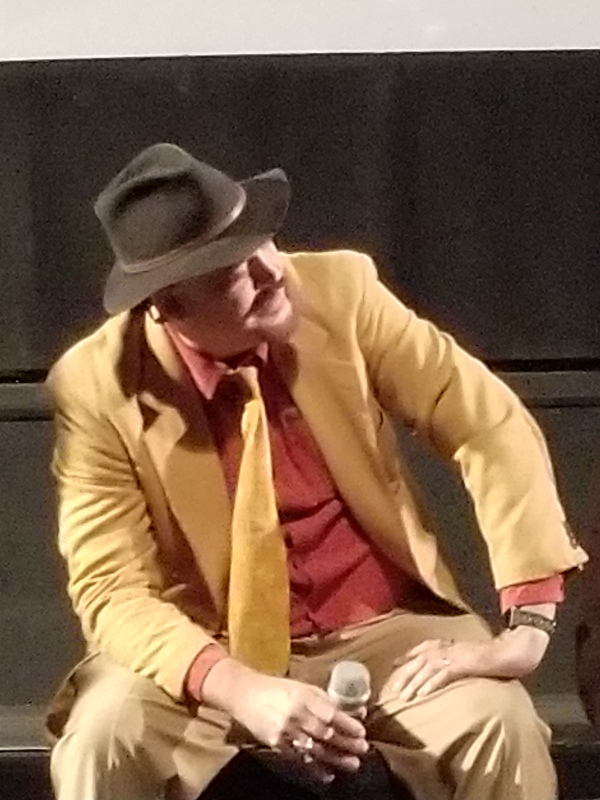
Christopher Coppola (1962)
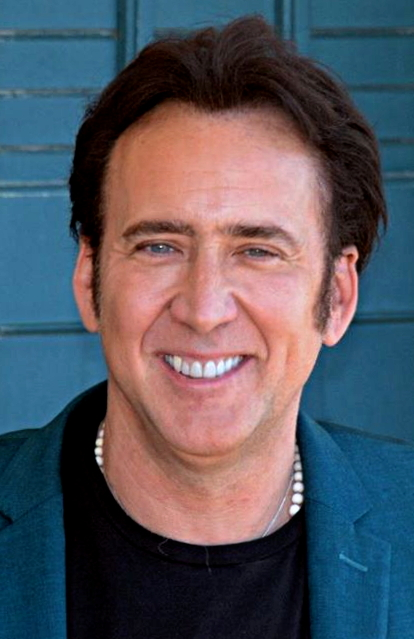
Nicolas Cage (1964)
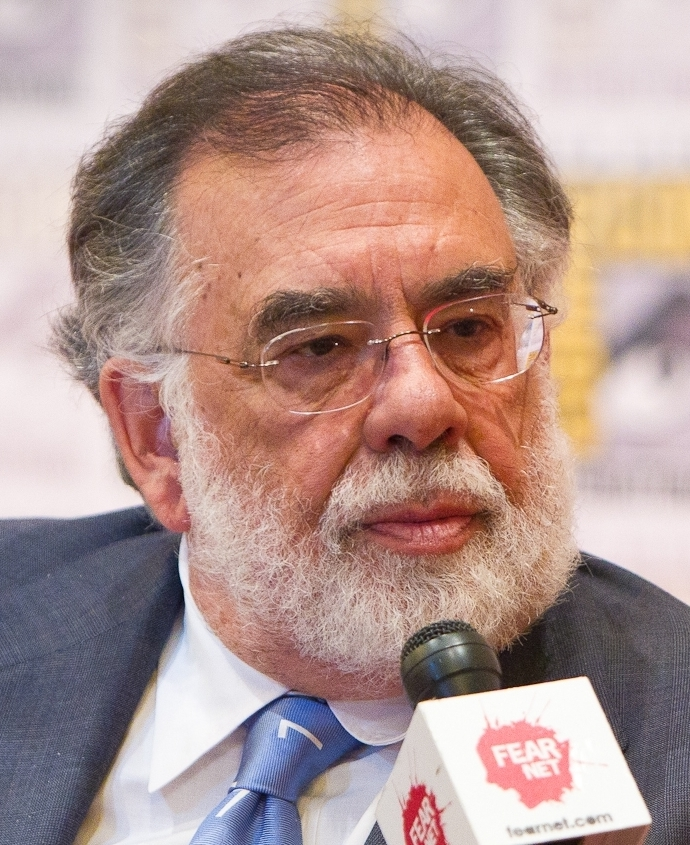
Francis Ford Coppola (1939)
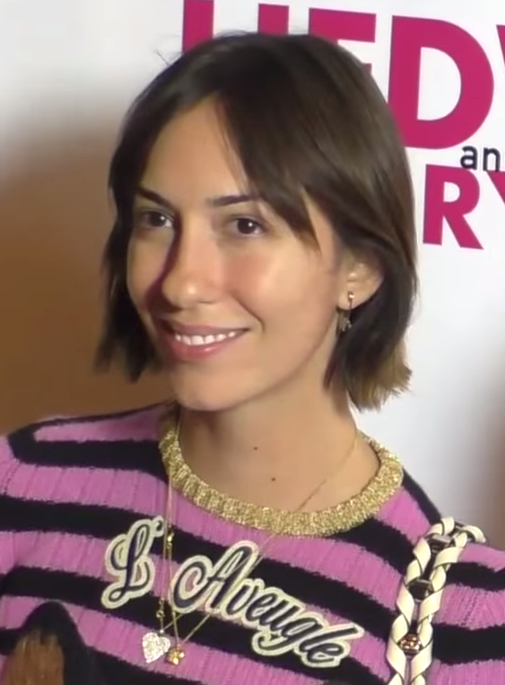
Gia Coppola (1987)
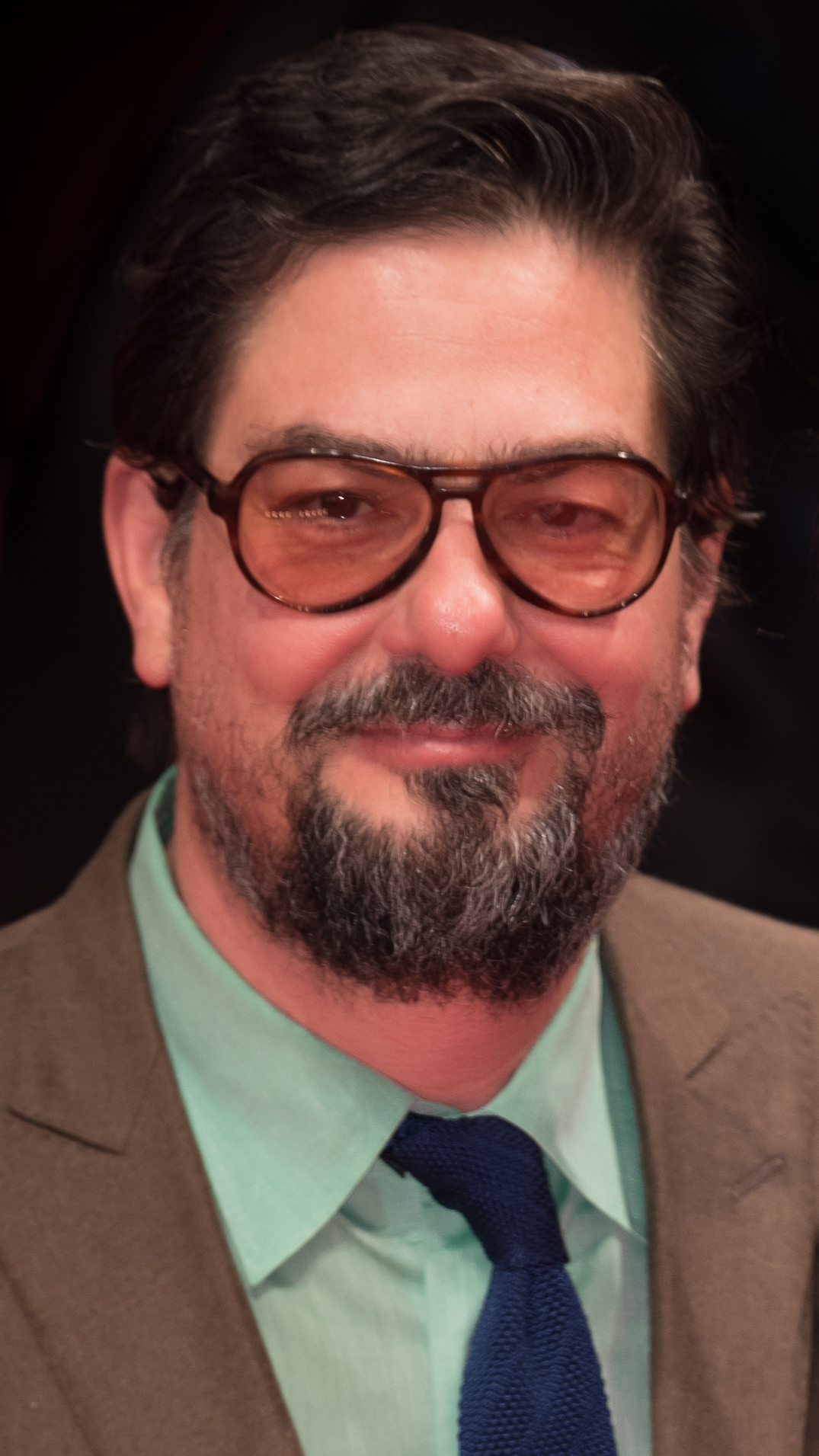
Roman Coppola (1965)

- Sofia Coppola
(1971)
- Talia Shire
(1946)
- Jason Schwartzman
(1980)
- Robert Carmine
(1982)
- Anton Coppola
(1917-2020)